# Columbia Pictures
Columbia Pictures Industries, Inc è una casa di produzione e distribuzione televisiva e cinematografica statunitense, divisione di Sony Pictures Entertainment, che a sua volta è completamente controllata dal colosso giapponese Sony.
Fondata nel 1918 come CBC Film Sales e assumendo il nome attuale nel 1924, è stata la casa cinematografica di personaggi del cinema come Frank Capra, Jean Arthur, Cary Grant, Rita Hayworth, Glenn Ford e molti altri. Era una delle "piccole tre" tra le otto major cinematografiche ai tempi d'oro del cinema hollywoodiano, mentre oggi è la terza più importante casa discografica al mondo.

## Storia

### Gli albori
Il predecessore della Columbia Pictures, CBC Film Sales Corporation, viene fondato nel 1918 da Harry Cohn, suo fratello Jack Cohn e Joe Brandt. Le attività iniziali dello studio sono produzioni a scarso costo; la neonata CBC prese in affitto degli spazi in uno studio malridotto sul Gower Street di Hollywood. Brandt è il presidente della società e gestisce le vendite, il marketing e la distribuzione da New York insieme a Jack Cohn, mentre Harry Cohn dirigeva la produzione a Hollywood.

### Il nuovo nome allo studio
In seguito a una riorganizzazione, i fratelli Cohn rilevano la quota del socio Brandt, assumendone la gestione per trent'anni. Harry Cohn diventa così l'unico presidente e, fino al 1956 (anno in cui quando Jack Warner non acquisì il pieno controllo della Warner Bros.), è l'unico dirigente di uno studio a non dover render conto né ai superiori societari dell'est, né a dover intrattenere rapporti con loro per la ricerca di finanziamenti.
Nel tentativo di migliorare la sua immagine, nel 1924 lo studio viene ribattezzato Columbia Pictures Corporation. Anche se la produzione è rappresentata, per la maggior parte, da western a basso costo, serial e film d'azione, la Columbia poco alla volta diventa famosa aumentando il budget delle produzioni.
Ad aiutare la Columbia a compiere il salto di qualità è l'arrivo di un ambizioso regista di nome Frank Capra. Tra il 1927 e il 1939, Capra diventa la risorsa più preziosa della Columbia, guadagnandosi fiducia e spingendo costantemente Cohn a mettere a disposizione materiali migliori e budget più consistenti. Gli svariati successi degli anni '30, in particolare il successo del film di Capra Accadde una notte del 1934 (il primo film a vincere tutti e cinque gli Oscar principali: miglior film, miglior regista, miglior attore, miglior attrice e sceneggiatura), rafforza la fama di grande studio della Columbia. Gli altri film realizzati da Capra per la Columbia includono Signora per un giorno, Strettamente confidenziale, L'eterna illusione, Mr. Smith va a Washington, e l'originale Orizzonte perduto nel 1937. Harry Cohn ha anche famose star sotto contratto come Jean Arthur e Grace Moore, e riuscì a portare al suo studio per grandi produzioni visiting star come Carole Lombard, Cary Grant, Irene Dunne, Katharine Hepburn, Clark Gable, Jean Harlow, Claudette Colbert, e James Stewart.

### Gli altri studi
Harry Cohn non perde mai il gusto per la commedia leggera e per sua insistenza lo studio scrittura I tre marmittoni nel 1934. Cacciati dalla MGM (che ha però trattenuto la spalla Ted Healy), i fratelli Howard e Larry Fine realizzano più di 180 cortometraggi per la Columbia tra il 1934 e il 1958. Inoltre la Columbia produce anche cartoni animati con il marchio Screen Gems, che sarà utilizzato spesso; alla fine degli anni '40 viene rispolverato per un'unità di produzione di spot televisivi che in pochissimi anni si amplia, diventando una casa di produzione di serie televisive, con prodotti come Papà ha ragione, The Donna Reed Show, Vita da strega, Strega per amore e The Monkees. A partire dalla fine degli anni '90, il nome Screen Gems viene nuovamente utilizzato come marchio per film horror e di suspense a basso costo.

### La maturità
Durante la seconda guerra mondiale, la Columbia ha raggiunto la maturità. Spinto in parte dalla grande ondata di pubblico nel corso della guerra, lo studio trae beneficio anche dalla scoperta della diva Rita Hayworth. Nel corso degli anni vengono stipulati contratti con artisti come Glenn Ford, Penny Singleton, William Holden, Judy Holliday, I tre marmittoni, Ann Miller, Evelyn Keyes, Jack Lemmon, Cleo Moore, Barbara Hale, Adele Jergens, Larry Parks, Arthur Lake, Lucille Ball, Kerwin Mathews e Kim Novak.
Mentre negli anni '50 gli studi più grandi entrano in declino, la Columbia inizia a primeggiare, continua a produrre più di 40 film all'anno, offre prodotti per adulti spiazzanti che sostengono il flusso di spettatori nei cinema. Pur essendo ampiamente scontento, persino impaurito, pochi affermeranno che Harry Cohn non abbia fatto un superbo lavoro nel costruire la Columbia Pictures. In seguito alla sua morte nel 1958, la Columbia inizia ad andare alla deriva; anche se vi sono ancora film importanti, il momento magico, come pure il pubblico di massa, sono scomparsi.
Verso la fine degli anni '60 la Columbia è un luogo schizofrenico che offre produzioni fuori moda come Un uomo per tutte le stagioni e Oliver!, supportando nello stesso tempo i più attuali Easy Rider e The Monkees. La Columbia Pictures Corporation diventa Columbia Pictures Industries, Inc. nel 1968. Quasi in bancarotta nei primi anni '70, lo studio viene salvato con metodi estremi; gli studi di Gower Street vengono venduti e cambia il management. Mentre la salute fiscale viene ristabilita attraverso accorte strategie, l'immagine dello studio viene duramente colpita dallo scandalo David Begelman. Begelman alla fine dà le dimissioni (approdando poi alla Metro-Goldwyn-Mayer), e le sorti della Columbia gradualmente si risollevano.

### Gli anni della Coca-Cola e la TriStar Pictures
Con un bilancio più salutare, all'inizio degli anni '80, la Columbia viene acquisita dalla Coca-Cola. Il management della famosa bevanda afferma che la Columbia non produrrà più film con bollino 'R' (vietati ai minori di 17 anni se non accompagnati) o 'X' (vietati ai minori anche se accompagnati) secondo gli standard dell'MPAA, anche se alcuni film 'R' come Tuono blu e Christine - La macchina infernale vengono distribuiti con il marchio Columbia nel 1983. Il capo dello studio Frank Price alterna successi come Tootsie, Ghostbusters - Acchiappafantasmi e The Karate Kid e Karate Kid II - La storia continua... con tanti costosi insuccessi. Sotto la Coca-Cola, la Columbia acquisisce anche la Embassy Pictures di Norman Lear e Jerry Perenchio, soprattutto per il suo catalogo di serie televisive di enorme successo. Espandendosi nel settore televisivo, la Columbia acquista anche l'impero dei game-show di Merv Griffin, che include i diritti de La ruota della fortuna e di Jeopardy!, equivalente statunitense del Rischiatutto.
Nel 1982 la Columbia, l'HBO di Time Inc. e la CBS annunciano una nuova joint venture: la Tri-Star Pictures, che verrà poi ceduta alla Columbia. Vengono create altre piccole società di piccola scala: la Nelson Entertainment (attraverso la divisione Embassy Home Entertainment della filiale Embassy Pictures) come joint venture con partner inglesi e canadesi; la Triumph Films in comproprietà con la francese Gaumont. Riconoscendo l'importanza dei mercati esteri, nel 1986 la Columbia assume il produttore britannico David Puttnam alla guida dello studio. Questi si aliena subito le simpatie dalla comunità di produttori cinematografici denunciando la passione di Hollywood per le frivolezze e il disimpegno. Con pochi alleati e con ancor meno successi, la sua permanenza alla Columbia è "hobbesiana": brutta, dittatoriale e breve. L'andamento mutevole del business rende gli investitori della Coca-Cola nervosi e in seguito al fallimento ai botteghini di Ishtar, la Coca-Cola gettò la spugna nel 1987 e creò una società separata chiamata Columbia Pictures Entertainment Inc.
La CBS si è già chiamata fuori dai giochi nel 1984 e nel 1987 l'HBO fa lo stesso. In quell'anno, la Tri-Star entra nel mercato televisivo come Tri-Star Television. Nel dicembre 1987 la Columbia Pictures, comprando la sua quota azionaria, fonde Columbia e Tri-Star nella nuova Columbia Pictures Entertainment. Per un periodo, in Italia, opera la divisione italiana dell'azienda, che è un partner associato della Cecchi Gori Group.

### Gli anni della Sony ed il presente
A Puttnam succede il suo opposto. Dawn Steel, prima donna a guidare uno studio cinematografico, conosce i gusti del pubblico e spinse la Columbia nuovamente verso il fronte dei film popolari. Nel 1989 l'impero della Columbia Pictures viene acquisito dalla Sony, che sta rilevando società americane. La Sony prende una decisione che sorprese molti: ingaggia due produttori, Peter Guber e Jon Peters come co-direttori di produzione. Per alcuni osservatori Guber e Peters rappresentano scelte sbagliate; inoltre hanno appena firmato un contratto a lungo termine con la Warner Bros. Pictures. Per scioglierli da questo contratto, la Sony paga centinaia di milioni in contanti, allenta l'interesse verso il business postale della sua controllata Columbia House Records Club e acquista dalla Warner il decrepito studio di Culver City (sede una volta dello studio MGM) che la Warner ha ottenuto nel corso dell'acquisizione della Lorimar (la Sony spende 100 milioni di dollari per rimettere a nuovo quello che diventa Sony Pictures Studio). Con coraggio Guber e Peters provano a dimostrare di valere una simile fortuna, ma anche se vi sono dei successi, vi sono molti costosi insuccessi. Peters dà le dimissioni, presto seguito anche da Guber.
Umiliata pubblicamente, la Sony registra un'enorme perdita nel suo investimento nella Columbia, contabilizzando i costi e ripartendo. La Tri-Star diventa lo studio principale; l'intera operazione è supervisionata da Howard Stringer e la Columbia Pictures Entertainment nel 1991 diventa Sony Pictures Entertainment; con ciò venne un nuovo tentativo di focalizzarsi prevalentemente sulla produzione cinematografica. La Sony estende il suo piano operativo creando la Sony Pictures Classics per prodotti d'autore, e ripristinando la Revolution Studios, guidata da Joe Roth.
A partire dall'acquisto della MGM/UA Entertainment Co. da parte di un gruppo guidato dalla Sony e dalla Comcast nel 2004, la Columbia, la TriStar e la Sony diventano i distributori domestici dei film prodotti dalla MGM/UA, mentre gli MGM/UA conservano l'attività di distribuzione dei film realizzati da produzioni terze.

## Logo
Il celebre logo della Columbia Pictures, composto da una donna vestita con un drappo recante una torcia (e simboleggiante Columbia, la personificazione degli Stati Uniti stessi), è stato ispirato dalla Statua della Libertà e ha subito 5 aggiornamenti principali da quando è stato realizzato nel 1928, prendendo come modella Jennifer Joseph, che lavorava come collaboratrice del fotografo del lavoro stesso a un giornale di New Orleans.

## Film principali della Columbia Pictures

### Anni '30
- Congo (Vengeance), regia di Archie Mayo (1930)
- L'uomo e la bestia (Tol'able David), regia di John G. Blystone (1930)
- Maker of Men, regia di Edward Sedgwick (1931)
- La donna di platino (Platinum Blonde), regia di Frank Capra (1931)
- Signora per un giorno (Lady for a Day), regia di Frank Capra (1933)
- Strettamente confidenziale (Broadway Bill), regia di Frank Capra (1934)
- Ventesimo secolo (Twentieth Century), regia di Howard Hawks (1934)
- Accadde una notte (It Happened One Night), regia di Frank Capra (1934)
- Una notte d'amore (One Night of Love), regia di Victor Schertzinger (1934)
- Sarò tua (If You Could Only Cook), regia di William A. Seiter (1935)
- È arrivata la felicità (Mr Deeds Goes to Town), regia di Frank Capra (1936)
- L'orribile verità (The Awful Truth), regia di Leo McCarey (1937)
- Orizzonte perduto (Lost Horizon), regia di Frank Capra (1937)
- Trappola d'oro (Thunder in the City), regia di Marion Gering (1937, distribuzione)
- L'eterna illusione (You Can't Take It with You), regia di Frank Capra (1938)
- Avventurieri dell'aria (Only Angels Have Wings), regia di Howard Hawks (1939)
- Mr. Smith va a Washington (Mr. Smith Goes to Washington), regia di Frank Capra (1939)

### Anni '40
- La signora del venerdì (His Girl Friday), regia di Howard Hawks (1940)
- Ho sognato un angelo (Penny Serenade), regia di George Stevens (1941)
- L'inarrivabile felicità (You'll Never Get Rich), regia di Sidney Lanfield (1941)
- Non sei mai stata così bella (You Were Never Lovelier), regia di William A. Seiter (1942)
- Mia sorella Evelina (My Sister Eileen), regia di Alexander Hall (1942)
- Molta brigata vita beata (The More the Merrier), regia di George Stevens (1943)
- Batman, regia di Lambert Hillyer (1943, più un sequel nel 1949)
- Fascino (Cover Girl), regia di Charles Vidor (1944)
- Gilda, regia di Charles Vidor (1946)
- Al Jolson (The Jolson Story), regia di Alfred Green (1946)
- Tutti gli uomini del re (All the King's Men), regia di Robert Rossen (1949)

### Anni '50
- Nata ieri (Born Yesterday), regia di George Cukor (1950)
- Il diritto di uccidere (In a Lonely Place), regia di Nicholas Ray (1950)
- Le avventure di Capitan Blood (Fortunes of Captain Blood), regia di Gordon Douglas (1950)
- L'ultimo dei bucanieri (Last of the Buccaneers), regia di Lew Landers (1950)
- Vivere insieme (The Marrying Kind), regia di George Cukor (1952)
- Da qui all'eternità (From Here to Eternity), regia di Fred Zinnemann (1953)
- Le 5000 dita del Dr. T (The 5,000 Fingers of Dr. T), regia di Roy Rowland (1953)
- Il selvaggio (The Wild One), regia di László Benedek (1953)
- L'ammutinamento del Caine (The Caine Mutiny), regia di Edward Dmytryk (1954)
- Fronte del porto (On the Waterfront), regia di Elia Kazan (1954)
- Picnic regia di Joshua Logan (1955)
- Il ponte sul fiume Kwai (The Bridge on the River Kwai), regia di David Lean (1957)
- Pal Joey, regia di George Sidney (1957)
- Una strega in paradiso (Bell, Book, and Candle), regia di Richard Quine (1958)
- Porgy and Bess, regia di Otto Preminger (1959, distribuzione)
- Improvvisamente, l'estate scorsa (Suddenly, Last Summer), regia di Joseph Mankiewicz (1959)
- I cavalloni (Gidget), regia di Paul Wendkos (1959)

### Anni '60
- I cannoni di Navarone (The Guns of Navarone), regia di J. Lee Thompson (1961)
- Lawrence d'Arabia (Lawrence of Arabia), regia di David Lean (1962)
- Ciao, ciao Birdie (Bye Bye Birdie), regia di George Sidney (1963)
- Gli Argonauti (Jason and the Argonauts), regia di Don Chaffey (1963)
- Il dottor Stranamore - Ovvero: come ho imparato a non preoccuparmi e ad amare la bomba (Dr. Strangelove or: How I Learned to Stop Worrying and Love the Bomb), regia di Stanley Kubrick (1964)
- Lord Jim, regia di Richard Brooks (1965)
- Nata libera (Born Free), regia di James Hill (1966)
- Georgy, svegliati (Georgy Girl), regia di Silvio Narizzano (1966)
- James Bond 007 - Casino Royale (Casino Royale), regia di John Huston, Val Guest, Ken Hughes, Joseph McGrath e Robert Parrish (1967)
- A sangue freddo (In Cold Blood), regia di Richard Brooks (1967)
- La scuola della violenza (To Sir, with Love), regia di James Clavell (1967)
- Indovina chi viene a cena? (Guess Who's Coming to Dinner), regia di Stanley Kramer (1967)
- Oliver!, regia di Carol Reed (1968)
- Funny Girl, regia di William Wyler (1968)
- Bob & Carol & Ted & Alice, regia di Paul Mazursky (1969)
- Fiore di cactus (Cactus Flower), regia di Gene Saks (1969)
- Easy Rider - Libertà e paura (Easy Rider), regia di Dennis Hopper (1969)

### Anni '70
- Anello di sangue (I Never Sang for My Father), regia di Gilbert Cates (1970)
- Cromwell, regia di Ken Hughes (1970)
- Nicola e Alessandra (Nicholas and Alexandra), regia di Franklin J. Schaffner  (1971)
- L'ultimo spettacolo (The Last Picture Show), regia di Peter Bogdanovich (1971)
- 1776, regia di Peter H. Hunt (1972)
- Gli anni dell'avventura (Young Winston), regia di Richard Attenborough (1972)
- Come eravamo (The Way We Were), regia di Sydney Pollack (1973)
- Shampoo, regia di Hal Ashby (1975)
- Monty Python e il Sacro Graal (Monty Python and the Holy Grail), regia di Terry Gilliam e Terry Jones (distribuzione statunitense, 1975)
- Invito a cena con delitto (Murder by Death), regia di Robert Moore (1976)
- Taxi Driver, regia di Martin Scorsese (1976)
- Il prestanome (The Front), regia di Martin Ritt (1976)
- Incontri ravvicinati del terzo tipo (Close Encounters of the Third Kind), regia di Steven Spielberg (1977) (co-prodotto con EMI Films)
- Fuga di mezzanotte (Midnight Express), regia di Alan Parker (1978)
- Grazie a Dio è venerdì (Thank God It's Friday), regia di Robert Klane (1978)
- The Buddy Holly Story, regia di Steve Rash (1978)
- Sindrome cinese (The China Syndrome), regia di James Bridges (1979)
- Kramer contro Kramer (Kramer vs. Kramer), regia di Robert Benton (1979)

### Anni '80
- Laguna blu (The Blue Lagoon), regia di Randal Kleiser (1980)
- Nessuno ci può fermare (Stir Crazy), regia di Sidney Poitier (1980)
- La fantastica sfida (Used Cars), regia di Robert Zemeckis (1980)
- American Pop, regia di Ralph Bakshi (1981)
- U-Boot 96 (Das Boot), regia di Wolfgang Petersen (1981, distribuzione)
- Heavy Metal, regia di Gerald Potterton (1981, più un sequel nel 2000)
- Stripes - Un plotone di svitati (Stripes), regia di Ivan Reitman (1981)
- I vicini di casa (Neighbors), regia di John G. Avildsen (1981)
- Diritto di cronaca (Absence of Malice), regia di Sydney Pollack (1981)
- Annie, regia di John Huston (1982, più un sequel TV nel 1995 e un remake TV nel 1999) (co-prodotto con Rastar)
- Tootsie, regia di Sydney Pollack (1982)
- Gandhi, regia di Richard Attenborough (1982)
- Il grande freddo (The Big Chill), regia di Lawrence Kasdan (1983)
- Tuono blu, regia di John Badham (1983)
- Christine - La macchina infernale (Christine), regia di John Carpenter (1983)
- Ghostbusters - Acchiappafantasmi (Ghostbusters), regia di Ivan Reitman (1984)
- Per vincere domani - The Karate Kid (The Karate Kid), regia di John G. Avildsen (1984) (co-prodotto con Jerry Weintraub Productions e Delphi Films)
- Mosca a New York (Moscow on the Hudson), regia di Paul Mazursky (1984)
- Starman, regia di John Carpenter (1984)
- St. Elmo's Fire, regia di Joel Schumacher (1985)
- Ammazzavampiri (Fright Night), regia di Tom Holland (1985)
- Gli orsetti del cuore 2 - La nuova generazione (The Care Bears Movie II: A New Generation) (1986) (con Nelvana, LBS Communications e Wang Film Productions)
- Karate Kid II - La storia continua... (The Karate Kid Part II), regia di John G. Avildsen (1986) (co-prodotto con Delphi V Productions)
- Stand by Me - Ricordo di un'estate (Stand By Me), regia di Rob Reiner (1986)
- Ishtar, regia di Elaine May (1987)
- Roxanne, regia di Fred Schepisi (1987)
- L'ultimo imperatore (The Last Emperor), regia di Bernardo Bertolucci (1987)
- Le nuove avventure di Pippi Calzelunghe (The New Adventures of Pippi Longstocking), regia di Ken Annakin (1988)
- Le Grand Bleu, regia di Luc Besson (1988)
- Ghostbusters II - Acchiappafantasmi II (Ghostbusters II), regia di Ivan Reitman (1989)
- Karate Kid III - La sfida finale (The Karate Kid Part III), regia di John G. Avildsen (1989)
- Giù le mani da mia figlia! (She's Out of Control), regia di Stan Dragoti (1989) (con Weintraub Entertainment Group)

### Anni '90
- Scappatella con il morto (Sibling Rivalry) (insieme alla distribuzione italiana Penta Film), regia di Carl Reiner (1990)
- Boyz n the Hood - Strade violente (Boyz N the Hood), regia di John Singleton (1991)
- Scappo dalla città - La vita, l'amore e le vacche (City Slickers), regia di Ron Underwood (1991)
- Dracula di Bram Stoker (Bram Stoker's Dracula), regia di Francis Ford Coppola (1992) (co-prodotto con American Zoetrope)
- Ragazze vincenti (A League of Their Own), regia di Penny Marshall (1992)
- El mariachi, regia di Robert Rodriguez (1992)
- Codice d'onore (A Few Good Men), regia di Rob Reiner (1992)
- Ricomincio da capo (Groundhog Day), regia di Harold Ramis (1993)
- L'età dell'innocenza (The Age of Innocence), regia di Martin Scorsese (1993)
- Karate Kid 4 (The Next Karate Kid), regia di Christopher Cain (1994)
- Le ali della libertà (The Shawshank Redemption), regia di Frank Darabont (1994) (co-prodotto con Castle Rock Entertainment)
- Il club delle baby sitter (The Baby-Sitters Club), regia di Melanie Mayron (1995) (co-prodotto con Scholastic Productions)
- Desperado, regia di Robert Rodriguez (1995)
- Il rompiscatole (The Cable Guy), regia di Ben Stiller (1996)
- Larry Flynt - Oltre lo scandalo (The People vs. Larry Flynt), regia di Miloš Forman (1996)
- Il quinto elemento (The Fifth Element), regia di Luc Besson (1997) (USA distribuzione)
- Spice Girls - Il film (Spice World), regia di Bob Spiers (1997)
- Buddy - Un gorilla per amico (Buddy), regia di Caroline Thompson (1997) (co-prodotto con Jim Henson Pictures)
- Anaconda, regia di Luis Llosa (1997)
- Men in Black, regia di Barry Sonnenfeld (1997) (co-prodotto con Amblin Entertainment e Parkes/MacDonald Productions)
- Air Force One, regia di Wolfgang Petersen (1997) (co-prodotto con Beacon Pictures e Touchstone Pictures)
- La gabbianella e il gatto, regia di Enzo D'Alò (1998)
- I Muppets venuti dallo spazio (Muppets from Space), regia di Tim Hill (1999) (co-prodotto con Jim Henson Pictures)
- Big Daddy - Un papà speciale (Big Daddy), regia di Dennis Dugan (1999)
- Le avventure di Elmo in Brontolandia (The Adventures of Elmo in Grouchland) (1999) (co-prodotto con Children's Television Workshop e Jim Henson Pictures)
- Stuart Little - Un topolino in gamba (Stuart Little), regia di Rob Minkoff (1999)

### Anni 2000
- Final Fantasy (2000, distribuito da Square Enix e Square Pictures)
- Charlie's Angels (2000, basato sulla serie televisiva degli anni settanta)
- L'uomo senza ombra (2000)
- Il patriota (2000)
- I perfetti innamorati (America's Sweethearts), regia di Joe Roth (2001) (co-prodotto con Revolution Studios)
- Black Hawk Down - Black Hawk abbattuto (2001) (co-prodotto con Revolution Studios)
- Mr. Deeds (2002) (co-prodotto con New Line Cinema)
- Spider-Man, regia di Sam Raimi (2002) (co-prodotto con Marvel Entertainment e Laura Ziskin Productions)
- Men in Black II, regia di Barry Sonnenfeld (2002) (co-prodotto con Amblin Entertainment e MacDonald/Parkes Productions)
- Stuart Little 2, regia di Rob Minkoff (2002) (co-prodotto con Red Wagon Productions)
- Tutto può succedere - Something's Gotta Give (2003) (co-prodotto con Warner Bros.)
- C'era una volta in Messico (2003) (co-prodotto con Dimension Films e TroubleMaker Studios)
- Spider-Man 2, regia di Sam Raimi (2004) (co-prodotto con Marvel Entertainment e Laura Ziskin Productions)
- Anaconda - Alla ricerca dell'orchidea maledetta (Anacondas: The Hunt For The Blood Orchid), regia di Dwight H. Little (2004) (co-prodotto con Screen Gems)
- The Grudge (2004)
- Io, lei e i suoi bambini (Are We There Yet?), regia di Brian Levant (2005) (co-prodotto con Revolution Studios e RKO Pictures)
- Indovina chi (Guess Who), regia di Kevin Rodney Sullivan (2005, co-prodotto con Regency Enterprises)
- Lords of Dogtown (2005)
- Hitch - Lui sì che capisce le donne (2005)
- Vita da strega (2005, basata sulla serie televisiva dell'anni sessanta)
- The Legend of Zorro (2005) (co-prodotto con Spyglass Entertainment e Amblin Entertainment)
- Memorie di una geisha (2005) (co-prodotto con DreamWorks, Red Wagon Entertainment e Amblin Entertainment)
- Zathura - Un'avventura spaziale (2005)
- I tuoi, i miei e i nostri (2005) (co-prodotto con Paramount Pictures, Metro-Goldwyn-Mayer e Nickelodeon Movies, remake del film del 1968 United Artists)
- Michael Jackson's This Is It (This is It, 2009) (co-prodotto con Triumph International)
- La Pantera Rosa (The Pink Panther), regia di Shawn Levy (2006) (co-prodotto con Metro-Goldwyn-Mayer e Robert Simonds Productions)
- Il codice da Vinci (The Da Vinci Code), regia di Ron Howard (2006) (co-prodotto con Imagine Entertainment e Skylark Productions)
- Boog & Elliot a caccia di amici (Open Season) (2006) e sequel (co-prodotti con Sony Pictures Animation)
- Casino Royale, regia di Martin Campbell (2006) (co-prodotto con EON Productions, Metro-Goldwyn-Mayer e United Artists)
- Spider-Man 3, regia di Sam Raimi (2007) (co-prodotto con Marvel Entertainment e Laura Ziskin Productions)
- Quantum of Solace, regia di Marc Forster (2008) (co-prodotto con EON Productions, Metro-Goldwyn-Mayer e United Artists)
- La Pantera Rosa 2 (The Pink Panther 2), regia di Harald Zwart (2009) (co-prodotto con Metro-Goldwyn-Mayer e Robert Simonds Productions)
- Angeli e demoni (Angels & Demons), regia di Ron Howard (2009) (co-prodotto con Imagine Entertainment e Skylark Productions)
- 2012, regia di Roland Emmerich (2009) (co-prodotto con Centropolis Entertainment)
- Julie & Julia, regia di Nora Ephron (2009)

### Anni 2010
- The Karate Kid - La leggenda continua (The Karate Kid), regia di Harald Zwart (2010) (co-prodotto con Overbrook Entertainment e Jerry Weintraub Productions)
- Un weekend da bamboccioni (Grown Ups), regia di Dennis Dugan (2010) (co-prodotto con Happy Madison Productions)
- Salt, regia di Phillip Noyce (2010)
- The Social Network, regia di David Fincher (2010) (co-prodotto con Relativity Media e Scott Rudin Productions)
- I Puffi (The Smurfs), regia di Raja Gosnell (2011) (co-prodotto con Sony Pictures Animation e The Kerner Entertainment Company)
- Jack e Jill (Jack and Jill), regia di Dennis Dugan (2011) (co-prodotto con Happy Madison Productions)
- Le avventure di Tintin - Il segreto dell'Unicorno (The Adventures of Tintin), regia di Steven Spielberg (2011) (co-prodotto con Paramount Pictures, Nickelodeon Movies, Amblin Entertainment e The Kennedy/Marshall Company)
- 21 Jump Street, regia di Phil Lord e Christopher Miller (2012) (co-prodotto con Metro-Goldwyn-Mayer, Relativity Media, Original Film e Cannell Studios)
- Pirati! Briganti da strapazzo (The Pirates! In an Adventure with Scientists!), regia di Peter Lord e Jeff Newitt (2012) (co-prodotto con Sony Pictures Animation e Aardman Animations)
- Men in Black 3, regia di Barry Sonnenfeld (2012) (co-prodotto con Amblin Entertainment, Hemisphere Media Capital e MacDonald/Parkes Productions)
- The Amazing Spider-Man, regia di Marc Webb (2012) (co-prodotto con Marvel Entertainment e Laura Ziskin Productions)
- Hotel Transylvania, regia di Genndy Tartakovsky (2012) (co-prodotto con Sony Pictures Animation)
- Skyfall, regia di Sam Mendes (2012) (co-prodotto con Metro-Goldwyn-Mayer, United Artists e EON Productions)
- Django Unchained, regia di Quentin Tarantino (2013) (co-prodotto con The Weinstein Company e A Band Apart)
- Un weekend da bamboccioni 2 (Grown Ups 2), regia di Dennis Dugan (2013) (co-prodotto con Happy Madison Productions)
- I Puffi 2 (The Smurfs 2), regia di Raja Gosnell (2013) (co-prodotto con Sony Pictures Animation, The Kerner Entertainment Company e Hemisphere Media Capital)
- Piovono polpette 2 - La rivincita degli avanzi (Cloudy with a Chance of Meatballs 2), regia di Cody Cameron e Kris Pearn (2013) (co-prodotto con Sony Pictures Animation)
- Captain Phillips - Attacco in mare aperto (Captain Phillips), regia di Paul Greengrass (2013) (co-prodotto con Scott Rudin Productions, Michael De Luca Productions e Trigger Street Productions)
- American Hustle - L'apparenza inganna (American Hustle), regia di David O. Russell (2013) (co-prodotto con Annapurna Pictures e Atlas Entertainment)
- Monuments Men (The Monuments Men), regia di George Clooney (2014) (co-prodotto con 20th Century Fox)
- RoboCop, regia di José Padilha (2014) (co-prodotto con Metro-Goldwyn-Mayer e Strike Entertainment)
- The Amazing Spider-Man 2 - Il potere di Electro (The Amazing Spider-Man 2), regia di Marc Webb (2014) (co-prodotto con Marvel Entertainment)
- 22 Jump Street, regia di Phil Lord e Christopher Miller (2014) (co-prodotto con Metro-Goldwyn-Mayer e Original Film)
- The Equalizer - Il vendicatore (The Equalizer), regia di Antoine Fuqua (2014) (co-prodotto con Escape Artists, Village Roadshow Pictures e Mace Neufeld Productions)
- The Interview, regia di Evan Goldberg e Seth Rogen (2014) (co-prodotto con Point Grey Pictures)
- Humandroid (Chappie), regia di Neill Blomkamp (2015) (co-prodotto con Media Rights Capital)
- Pixels, regia di Chris Columbus (2015) (co-prodotto con Happy Madison Productions e 1492 Pictures)
- Hotel Transylvania 2, regia di Genndy Tartakovsky (2015) (co-prodotto con Sony Pictures Animation e LStar Capital)
- Piccoli brividi (Goosebumps), regia di Rob Letterman (2015) (co-prodotto con LStar Capital, Village Roadshow Pictures, Sony Pictures Animation, Original Film e Scholastic Entertainment)
- Spectre, regia di Sam Mendes (2015) (co-prodotto con EON Productions, Metro-Goldwyn-Mayer e United Artists)
- Zona d'ombra (Concussion), regia di Peter Landesman (2015) (co-prodotto con Village Roadshow Pictures, Scott Free Productions, The Shuman Company)
- Angry Birds - Il film (The Angry Birds Movie), regia di Clay Kaytis e Fergal Reilly (2016) (co-prodotto con Rovio Entertainment)
- Ghostbusters, regia di Paul Feig (2016) (co-prodotto con The Montecito Picture Company)
- Sausage Party - Vita segreta di una salsiccia (Sausage Party), regia di Greg Tiernan e Conrad Vernon (2016) (co-prodotto con Point Grey Pictures e Annapurna Pictures)
- I magnifici 7 (The Magnificent Seven), regia di Antoine Fuqua (2016) (co-prodotto con Metro-Goldwyn-Mayer e Escape Artists)
- Inferno, regia di Ron Howard (2016) (co-prodotto con Imagine Entertainment)
- Passengers, regia di Morten Tyldum (2016) (co-prodotto con Village Roadshow Pictures, Original Film, Start Motion Pictures e LStar Capital)
- Life - Non oltrepassare il limite (Life), regia di Daniel Espinosa (2017) (co-prodotto con Skydance Media)
- I Puffi - Viaggio nella foresta segreta (Smurfs: The Lost Village) (2017) (co-prodotto con Sony Pictures Animation e The Kerner Entertainment Company)
- Spider-Man: Homecoming, regia di Jon Watts (2017) (co-prodotto con Disney e Marvel Studios)
- Emoji - Accendi le emozioni (The Emoji Movie), regia di Tony Leondis (co-prodotto con Sony Pictures Animation)
- Blade Runner 2049, regia di Denis Villeneuve (2017) (co-prodotto con Alcon Entertainment e Scott Free Productions)
- Jumanji - Benvenuti nella giungla (Jumanji: Welcome to the Jungle), regia di Jake Kasdan (2017) (co-prodotto con Radar Pictures, Matt Tolmach Productions e Seven Bucks Productions)
- Peter Rabbit, regia di Will Gluck (2018) (co-prodotto con Sony Pictures Animation, Olive Bridge Entertainment e Animal Logic)
- Hotel Transylvania 3 - Una vacanza mostruosa (Hotel Transylvania 3: Summer Vacation), regia di Genndy Tartakovsky (2018) (co-prodotto con Sony Pictures Animation e Media Rights Capital)
- The Equalizer 2 - Senza perdono (The Equalizer 2), regia di Antoine Fuqua (2018) (co-prodotto con Escape Artists e Mace Neufeld Productions)
- Alpha - Un'amicizia forte come la vita (Alpha), regia di Albert Hughes (2018) (co-prodotto con Studio 8)
- Venom, regia di Ruben Fleischer (2018) (co-prodotto con Marvel Entertainment)
- Piccoli brividi 2 - I fantasmi di Halloween (Goosebumps 2: Haunted Halloween), regia di Ari Sandel (2018) (co-prodotto con Sony Pictures Animation, Original Film, Scholastic Entertainment e Silvertongue Films)
- Spider-Man - Un nuovo universo (Spider-Man: Into the Spider-Verse), regia di Bob Persichetti, Peter Ramsey e Rodney Rothman (2018) (co-prodotto con Sony Pictures Animation e Marvel Entertainment)
- Men in Black: International, regia di F. Gary Gray (2019) (co-prodotto con Amblin Entertainment e MacDonald/Parkes Productions)
- Spider-Man: Far from Home, regia di Jon Watts (2019) (co-prodotto con Disney e Marvel Studios)
- C'era una volta a... Hollywood (Once Upon a Time in... Hollywood), regia di Quentin Tarantino (2019) (co-prodotto con Heyday Films)
- Angry Birds 2 - Nemici amici per sempre (The Angry Birds Movie 2), regia di Thurop Van Orman e John Rice (2019) (co-prodotto con Sony Pictures Animation e Rovio Entertainment)

### Anni 2020
- Bad Boys for Life, regia di Adil El Arbi e Bilall Fallah (2020) (co-prodotto con 2.0 Entertainment, Jerry Bruckheimer Films e Overbrook Entertainment)
- Greyhound - Il nemico invisibile (Greyhound), regia di Aaron Schneider (2020)
- Escape Room 2 - Gioco mortale (Escape Room: Tournament of Champions), regia di Adam Robitel (2021)
- Le parole che voglio dirti (A Journal for Jordan) regia di Denzel Washington (2021)
- Venom - La furia di Carnage (Venom: Let There be Carnage) regia di Andy Serkis (2021) (co-prodotto con Marvel Entertainment)
- Spider-Man: No Way Home, regia di Jon Watts (2021) (co-prodotto con Disney e Marvel Studios)
- Hotel Transylvania - Uno scambio mostruoso (Hotel Transylvania: Transformania), regia di Derek Drymon e Jennifer Kluska (2022)
- Morbius, regia di Daniel Espinosa (2022)
- Uncharted, regia di Ruben Fleischer (2022)
- Bullet Train, regia di David Leitch (2022)
- The Equalizer 3 - Senza tregua (The Equalizer 3), regia di Antoine Fuqua (2023)
- Dumb Money, regia di Craig Gillespie (2023)
- Ghostbusters - Minaccia glaciale (Ghostbusters: Frozen Empire), regia di Gil Kenan (2024)
- Garfield - Una missione gustosa, regia di Mark Dindal (2024)
- Bad Boys: Ride or Die, regia di Adil El Arbi e Bilall Fallah (2024) (co-prodotto con 2.0 Entertainment, Jerry Bruckheimer Films e Overbrook Entertainment)
- Il magico mondo di Harold, regia di Carlos Saldanha (2024)
- Venom: The Last Dance, regia di Kelly Marcel (2024)
- 28 anni dopo (28 Years Later), regia di Danny Boyle (2025) (in collaborazione con British Film Institute e DNA Films)
- Una scomoda circostanza (Caught Stealing), regia di Darren Aronofsky (2025) (in collaborazione con Protozoa Pictures)